# 安吉迪瓦堡
安吉迪瓦堡（Fort Anjediva）建在印度卡纳塔克邦海岸外的安吉迪瓦島（或稱安贾迪普岛）上，但在印度果阿邦的行政管辖之下，曾经受葡萄牙统治。安吉迪瓦岛面积为1.5平方公里（约0.58平方英里）。
虽然该堡垒有着与葡萄牙印度统治有关的丰富历史，但堡垒目前已成为废墟。斯普林斯圣母教堂位于岛上，该教堂始建于 1505 年。聖方濟各亞西西教堂也曾位于此处，但目前已成为废墟。

## 历史
由于其在通往印度的航海路线上的战略重要性以及作为船只的淡水补给处，葡萄牙人在安贾迪普岛上建造了一座堡垒，以加强他们的军事存在和对东方贸易路线的控制。
1505年3月，法蘭西斯科·德·亞美達来到印度担任葡萄牙君主曼努埃尔一世的总督，成为葡萄牙第一位常驻亚洲的代表。他被授予一只不对并被安排在印度建立四个堡垒，其中包括位于印度西海岸安吉迪瓦島的堡垒（其他三个堡垒是在Cannanore、科契和奎隆提出的），那里是来自希腊、阿拉伯、埃及和葡萄牙的运送贵重物品（如印度的香料）的航海商船往返东方的淡水补给点。

### 位置
建造堡垒的决定是因为瓦斯科·達伽馬于1498年在探索了通往印度的海上航线后从卡利庫特返回葡萄牙时曾在这个岛上停留并修理船只和补充淡水时发现的。1502年，他再次在此停留。据说，瓦斯科·达伽马从他早先访问该岛时就已经意识到，安吉迪瓦不仅是一个补充安全淡水的好地方，而且还是一个在印度西南季风季节停靠船只的完美安全场所。 事实上，瓦斯科·达伽马和加斯帕·达伽马（一名在科钦皈依基督教的犹太商人）建议葡萄牙国王在安贾迪普岛建立海军堡垒的行为葡萄牙人在后续的行动中控制了邻近的果阿岛。

### 水文条件
该岛长约1英里（2公里），从海岸到卡尔瓦尔向南2英里（3公里）处水深为6至7英寻（11到13公尺），有利于建造安全堡垒。在堡垒的外海一侧记录为10至12英寻（18至22公尺）。 再远4英里（6公里）处，记录为14英寻（26米）。

### 建立
阿尔梅达非常认真地承担了建造堡垒的任务，甚至拒绝了葡萄牙坚定盟友比斯纳加（毗奢耶那伽罗）国王的邀请。1505年9月13日，他一抵达安贾迪普，就满怀热情地开始建造堡垒。毗奢耶那伽罗皇帝以及当地的附庸杰罗索巴的首领并不反对建造堡垒的活动。木材、甘蔗、棕榈叶和石灰等建筑材料由当地人供应。据说当时岛上的一座古庙被拆除，被用于堡垒的建设。该堡垒建造时长有不同的长度的记录，有文献指出为21日，另有文献指出为三个月。人声称在挖掘堡垒的地基时发现了一块带有十字架的石头，有推测认为岛曾经是基督徒的居住地。
堡垒墙建在贫瘠的岩石表面，并由塔楼加固。该堡垒提供了军事防御工事，以保卫葡萄牙在印度的殖民利益，修建工程花费了大量金钱。由于岛上缺乏石灰石和其他材料，堡垒的墙壁主要用粘土和石头建造。尽管如此，该堡垒仍被认为是不错的防御工事。

## 军事用途
堡垒建成后，葡萄牙殖民者使用了一年，主要用作军事设施和船只的定期饮水站。
从这个位置发起的军事行动帮助阿尔梅达制服了最初的敌人，比如Timoja（为 毗奢耶那伽罗帝国服务的印度教私掠者，后来对葡萄牙人有很大帮助）。随后，当比贾普尔的阿迪尔·沙阿受到大部队的攻击，总督的儿子 洛伦索·德·阿尔梅达 也参加了猛烈的轰炸和激烈的战斗。经过四天的激烈战斗，比贾普尔的阿迪尔·沙阿撤退了。但在交战中葡萄牙人遭受了严重损失，甚至阿尔梅达也受伤了。在这次胜利之后，人们重新评估了堡垒作为防御结构的效用，并放弃了该城堡。但是，阿尔梅达在 1506 年拆除了堡垒的传闻并没有得到证实，因为在阿尔伯克基总督（阿尔梅达的继任者）时期，堡垒作为葡萄牙的防御设施得到了复兴，岛上仍然可以看到堡垒遗址。
1506 年放弃堡垒的决定可能是因为在Cannnaore 和 Cochin 堡垒驻军可以对贸易航线进行跟有效的保护。放弃堡垒的另一个考虑因素是维护问题（以科钦为基地）、局部恶劣的天气以及对来自果阿的敌人攻击的恐惧。

## 继任者
堡垒在 1682 年由Alvor 的总督伯爵翻新。当时大约 600 人居住，拥有一所神学院、一所耶稣会学院和一所葡萄牙学校的设施。1768年时有350人居住，它处于州长的行政控制之下。
1812 年，居民人数为 782 人（包括罪犯）。但是，当对周遭的敌人恐惧的威胁消退时，葡萄牙人在 1843 年再次放弃了堡垒。
当安杰迪瓦堡在葡属印度境内时，在沿海王国贝德诺尔和蒂普苏丹入侵期间，它被用作来自大陆的基督徒和印度教徒的避难所。
1961 年 12 月 19 日，“胜利作战”成功，该岛及其堡垒遗址成为印度的一部分，葡萄牙人被驱逐出他们在果阿的殖民地以及其他印度殖民地。

## 考古发现
考古和博物馆部（果阿）在该地区进行的挖掘发现了 11 和 12 世纪的柱子、石头和罐子，以及卡达姆巴王朝和遮娄其王朝的艺术作品。由此推断，这些发现可能是被毁坏的女神阿里亚杜尔加德维神庙的遗迹。

## 交通方式
以往需要先乘坐拖网渔船向海航行一小时，然后再乘独木舟到岛上。
安吉迪瓦島位于卡尔瓦尔的巴蒂卡拉以南 4 公里（2.5 英里）处。从 卡尔瓦尔 出发，一条 2 公里（1.2 英里）长的堤道通往官员门（海鸟门），然后前往历史悠久的堡垒。
从宾加海滩乘船也可以到达。